# PSYCHO-PASS GENESIS
『PSYCHO-PASS GENESIS』(サイコパス ジェネシス) は吉上亮の小説。
テレビアニメシリーズPSYCHO-PASS サイコパスのスピンオフ作品。

## 概要
PSYCHO-PASS本編(第一期)開始以前のシビュラシステム黎明期を描いた作品。本作品は大きく分けて二つの区切りに分けられる。1,2巻は警視庁特命捜査対策室刑事の征陸智己を主人公とした2080年代を描いている。3,4巻ではさらに時が遡り厚生省麻薬取締官である真守蒼を主人公とし、征陸が刑事を志すきっかけになったノナタワー襲撃事件までを描く構成となっている。

## あらすじ

### 一巻
新人刑事・征陸智己は八尋和邇が率いる特命捜査対策室に配属された。そこには結城唯、斉東などの先輩刑事と共に事件を解決し、征陸は刑事として成長していく。日本国内では包括的生涯福祉支援機構であるシビュラシステムが本格的に普及が進んだ2070年代には都市部に街頭スキャナが整備され犯人の追跡が容易になったことで犯罪が激減したが、その代わりに犯罪がより一層、猟奇的なものになっていった。